# Dustin
Dustin est un prénom masculin, porté principalement aux États-Unis.

## Personnalités
- Dustin Hoffman (1937- ), acteur américain.

Pour les articles sur les personnes portant ce prénom, consulter les listes générées automatiquement pour Dustin